# Hora solar pico
La hora solar pico (HSP) es una unidad que mide la irradiación solar y se define como la energía por unidad de superficie que se recibiría con una hipotética irradiancia solar constante de 1000 W/m².
Una hora solar pico equivale a 3,6 MJ/m² o, lo que es lo mismo, 1 kWh/m², tal y como se muestra en la siguiente conversión:
{\displaystyle {\mbox{1 HSP}}={\frac {1000\ {\mbox{W}}\cdot 1\ {\mbox{h}}}{{\mbox{m}}^{2}}}\cdot {\frac {3600\ {\mbox{s}}}{1\ {\mbox{h}}}}\cdot {\frac {1\ {\mbox{J/s}}}{1\ {\mbox{W}}}}\ =3,6\ {\mbox{MJ/m}}^{2}}
Se utiliza en el dimensionado de paneles fotovoltaicos.

## Interpretación gráfica
Si se representa en un gráfico la distribución horaria de la irradiación incidente sobre la superficie terrestre se observa que los niveles varían a lo largo del día. Gráficamente, la hora pico solar se interpreta como una función de valor constante que delimita la misma área que la distribución antes mencionada.
Así, la hora solar pico nos indica el número de horas en las que se recibe una irradiación solar de 1000W/m². Si se cumplieran el resto de condiciones estándar, sería el número de horas al día en las que un panel fotovoltaico proporcionaría su potencia pico. Multiplicando HSP por potencia pico, obtendríamos la energía que proporciona un panel fotovoltaico (sin considerar las pérdidas que suelen ser de un 20%).